# Jacques Balmat
Jacques Balmat (apodado como Mont Blanc, Valle de Chamonix, 1762-Valle de Sixt, 1834) fue un cazador de rebecos, cristaleralista (cristallier) y primer guía de montaña que ascendió con éxito el Mont Blanc (4807 metros) en compañía de Michel Paccard, el 8 de agosto de 1786 a las 18:23 h.

## Biografía

### Primeros intentos
Balmat había adquirido sus conocimientos de montaña desempeñándose como cazador de rebecos y mineralista (cristaleralista cristallier) antes de convertirse en uno de los pioneros que se lanzaron a la conquista del Mont Blanc; su motivación provino de la oferta de una fuerte recompensa realizada en 1760 por Horace-Benedict de Saussure. Balmat llevó a cabo un primer intento fallido de manera solitaria a principios de julio de 1786, y supo a su regreso que cinco guías habían partido hacia la cumbre. Al llegar, salió de nuevo casi de inmediato con el fin de ponerse al día en Les Grands Mulets. Cerca de la cumbre sus compañeros se dieron por vencidos, por lo que decide continuar solo y después de armar un campamento improvisado, desciende también, pero ahora estaba convencido de que la cumbre del Mont Blanc y la recompensa podrían alcanzarse si encontraba un compañero.

### Primera ascensión al Mont Blanc
Para su tercer intento, Balmat se une a Paccard, un médico de Chamonix y buen escalador que ya había participado en varios intentos. Los dos hombres parten en silencio el 7 de agosto y después de acampar, se lanzan a alcanzar la cumbre el 8 de agosto al amanecer, sin cadenas, sin piquetas o crampones, siguiendo una ruta peligrosa que había sido abandonada en 1820. Luego, y durante el descenso, Paccard sufrió cierta ceguera debido al reflejo de la nieve, por lo que lo hizo prácticamente con los ojos cerrados. Posteriormente, Balmat viaja a Ginebra con el fin de informar a Saussure de su éxito.